# Richard Paul Evans
Richard Paul Evans (Salt Lake City, 11 ottobre 1962) è uno scrittore statunitense.

## Biografia
Evans compie gli studi superiori alla Cottonwood High School di Salt Lake City. In seguito, nel 1984, si laurea all'università dello Utah. Mentre lavorava come pubblicitario, scrive una storia a tema natalizio per i suoi figli. Nel 1993, non riuscendo a trovare né un agente né un editore che accetti il suo lavoro, Evans decise di finanziare lui stesso il suo primo libro. La novella, intitolata The Christmas Box, viene distribuita dall'autore stesso nei negozi di libri della sua comunità.
Il libro raccoglie presto un buon successo, spingendo Evans a pubblicarlo su scala nazionale. L'anno successivo, il New York Times inserisce The Christmas Box al secondo posto nella lista dei best seller, incitando un'asta per i diritti di pubblicazione fra le maggiori case editrici. Evans firmò un contratto con la Simon & Schuster, che versò allo scrittore un anticipo di 4,2 milioni di dollari. Pubblicato nel 1995 in copertina rigida, arriva alla prima posizione nella lista dei best-seller del New York Times, diventando il primo libro ad ottenere il primo posto sia brossura che con copertina rigida. Lo stesso anno, dal libro viene tratto un film TV, con protagonisti Maureen O'Hara e Richard Thomas.
In seguito, Evans scrivera numerosi altri libri, di cui 11 diventeranno best-seller. Fra le sue opere sono inclusi diversi libri per bambini, spesso a tematica natalizia. Dal suo libro Timepiece, pubblicato nel 1996, viene tratto un Film TV con James Earl Jones e Ellen Burstyn. In seguito, da The Lòcket, scritto da Evans nel 1998, viene tratto un secondo Film TV con Vanessa Redgrave. Nel 2003, da A Perfect Day, viene tratto un altro Film TV, con Christopher Lloyd e Rob Lowe. Nel 2006 esce il  film TV Un giorno perfetto (A Perfect Day) basato su un suo romanzo . Nel 2022 esce un altro Il film , Il diario segreto di Noel (The Noel Diary ) sempre tratto da un suo libro.
Evans ha vinto diversi premi per le sue opere, fra cui un American Mother Book Award e due primi posti al Storytelling World awards and Romantic Times award for Best Women's Fiction.
Nel 1994 Evans fonda la The Christmas Box House International, un'associazione di beneficenza per aiutare i bambini abbandonati, maltrattati o vittime di abusi. Al 2006, più di 13.000 bambini sono stati ospitati dall'associazione.

### Novelle
- The Christmas Box (1994)
- Timepiece (1996)
- The Letter (1996)
- Christmas Every Day (1996)
- First Gift of Christmas (1996)
- The Locket (1998)
- The Dance (1999)
- The Looking Glass (1999)
- The Carousel (2000)
- The Last Promise (2002)
- A Perfect Day (2003)
- The Sunflower (2005)
- Finding Noel (2006)
- The Gift (2007)
- Grace (2008)
- The Christmas List (2009)
- The Walk (2010)
- Promise Me (2010)
- Miles to Go (2011)
- Lost December (2011)
- The Road To Grace (2012)
- A Winter Dream (2012)

### Serie di Michael Vey
Michael Vey: Il Prigioniero Della Cella 25 (2011)
Michael Vey: The Rise of the Elgen (2012)
Micheal Vey: The Battle of the Ampere
Micheal Vey: Hunt for Jade Dragon
Micheal Vey: Storm of Lightening
Micheal Vey: The Fall of Hades

### Libri per bambini
- The Spyglass: A Book About Faith (2000)
- The Tower (2001)
- The Christmas Candle (2002)
- The Light of Christmas (2003)